# Diogenis Studio
Diogenis Studio (греч. Διογένης Studio) — концерт- и конгресс-холл в центре Афин, расположенный на проспекте Сингру, который вмещает 1 500 зрителей. Diogenis Studio является одним из лучших концертных и конференц-залов столицы Греции.
Diogenis Studio — часть Diogenis complex, одного из заведений Papatheoharis Group. На сцене Diogenis Studio выступали такие признанные звезды греческой эстрады, как Василис Каррас, Антонис Ремос, Толис Воскопулос, Деспина Ванди, Елена Папаризу, Маринелла, Яннис Париос, Анна Висси, Пегги Зина, Харис Алексиу и другие.